# Distrito de Lucanas
El Distrito de Lucanas es uno de los veintiún distritos que conforman la provincia de Lucanas, ubicada en el Departamento de Ayacucho, (Perú).

## Historia
El distrito fue creado en los primeros años de la República. Su capital es el centro poblado de Lucanas.

## Autoridades

### Municipales
- 2022 - 2026[2]
  - Alcalde: Iván Erasmo García Rojas, .
  - Regidores:

Alcaldes anteriores
- 2019 - 2021 : Aníbal Poma Sarmiento.